# Мья Тун У
Мья Тун У (бирм. မြထွန်းဦး; род. 5 мая 1961, Рангун) — министр обороны Мьянмы, назначенный Вооружёнными силами Мьянмы 1 февраля 2021 года.

## Биография
Родился 5 мая 1961 года. В 1980 году окончил 25-й набор Академии военной службы. 
Быстрое продвижение Мья Тун У в вооружённых силах было отмечено политическими обозревателями, известными своими профессиональными достижениями в полевых и штабных боях.  
К 2010 году он дослужился до бригадного генерала и стал ректором Академии военной службы.  
В 2012 году ему было присвоено звание генерал-майора, он занимал должности начальника штаба армии, начальника отдела военной безопасности и начальника Бюро специальных операций 6.  
26 августа 2016 года ему было присвоено звание генерала, он занимал должность начальника генерального штаба армии, флота и авиации.  
1 февраля 2021 года Вооружённые силы назначили его министром обороны. 

## Личная жизнь
Женат на Тхет Тхет Аун. 